# Christian Schwarzenholz
Christian Schwarzenholz (* 15. Dezember 1951 in Osterode am Harz) ist ein deutscher Politiker (FDP, Bündnis 90/Die Grünen, PDS, SPD). Er war von 1994 bis 1999 Abgeordneter der Grünen im Landtag von Niedersachsen. Danach gehörte er bis 2003 als fraktionsloser Abgeordneter, aber als Mitglied der PDS, deren erster Landtagsabgeordneter in West-Deutschland er damit war, dem Parlament an.

## Leben
Schwarzenholz besuchte die Volksschule in Bad Grund und in Bad Gandersheim, wo er auch auf die Realschule ging. Danach machte er von 1968 bis 1973 eine Ausbildung im Landesdienst in Hannover und arbeitete danach bis 1991 als Verwaltungsbeamter für die Stadt Braunschweig, zuletzt als stellvertretender Leiter des Bauverwaltungsamtes. Von 1991 bis zu seiner Wahl in den Landtag drei Jahre später war er Mitarbeiter im Niedersächsischen Umweltministerium.
Schwarzenholz wurde während seiner Ausbildung Mitglied der Gewerkschaft und des Bundes für Umwelt und Naturschutz Deutschland. Außerdem war er Mitglied der VVN. Er war Mitglied im Ortsrat Vechelde und Ratsherr der Gemeinde Vechelde. Außerdem war er von 1991 bis 1995 Kreistagsabgeordneter im Landkreis Peine.
Bis zu seiner Pensionierung im Jahr 2016 leitete Schwarzenholz des Referat für Grundsatzangelegenheiten, Energiewirtschafts- und Klimaschutzrecht sowie für Strom- und Gasnetze im Niedersächsischen Ministerium für Umwelt, Energie und Klimaschutz.

## Politik
Schwarzenholz gehörte Ende der 1960er-Jahre den Jungdemokraten (DJD) und der FDP an. Wegen einer „antiparlamentarischen“ linken Haltung wurde er Ende 1969 ebenso wie der DJD-Landesvorsitzende Peter Tempel aus der FDP ausgeschlossen. Laut der Wochenzeitung Die Zeit hielt Schwarzenholz „den Liberalismus für reaktionär und verlangte dessen konsequente Fortentwicklung zum Sozialismus“. Das Landesschiedsgericht der Jungdemokraten beschloss im September 1970 ebenfalls seinen Ausschluss. Noch bevor dieser Beschluss wirksam wurde, wählten die niedersächsischen Jungdemokraten Schwarzenholz auf ihrem Landesjugendtag September 1970 zu ihrem stellvertretenden Vorsitzenden. Auf derselben Versammlung wurde auch ein von Schwarzenholz unterstützter Antrag mit der Kernaussage, die Jungdemokraten müssten „am Klassenkampf teilnehmen“ und helfen, die „Diktatur der Bourgeoisie“ zu „zerschlagen“, beschlossen. Hierauf spaltete sich von den niedersächsischen Jungdemokraten eine reformorientierte, nicht-revolutionäre und vergleichsweise FDP-nahe Gruppe ab, die sich zunächst Radikaldemokratische Jugend nannte und sich dann als Sozial Liberale Jugend gründete. Der Landesvorsitzende der Jungdemokraten trat zurück und verließ die Jungdemokraten, worauf Schwarzenholz formell Vorsitzender des Landesverbandes wurde. Die FDP reagierte prompt mit einem Unvereinbarkeitsbeschluss mit den Jungdemokraten.
Im Jahr 1986 trat Schwarzenholz den Grünen bei und arbeitete seit 1991 im Niedersächsischen Umweltministerium. Infolge der Landtagswahl 1994 zog er über die Landesliste der Grünen in den Landtag von Niedersachsen ein, wo er umweltpolitischer Sprecher seiner Partei war. Nach Differenzen mit der Partei über den Atomkonsens trat er Anfang Januar 1999 aus dieser aus und gehörte ab dem 7. Januar der PDS an. Aufforderungen seiner ehemaligen Partei, sein Mandat abzugeben, ignorierte er und gehörte dem Landtag bis 2003 als fraktionsloser Abgeordneter an. Er war vom 15. Oktober 2000 bis zum Geraer Parteitag der PDS im Oktober 2002 Mitglied des Parteivorstandes. Verärgert über den mit dem Parteitag verbundenen Linksruck der Partei, kündigte er an, bei der Landtagswahl 2003 die SPD wählen zu wollen, und wurde deswegen im März 2003 aus der PDS ausgeschlossen. Im darauf folgenden Juni wurde der Ausschluss nach einem Einspruch von Schwarzenholz aufgehoben. Gleichwohl verließ er die Partei kurz darauf und schloss sich 2005 der SPD an.
Nach seinem Ausscheiden aus dem Landtag kehrte Schwarzenholz als Energiereferent ins niedersächsische Umweltministerium zurück. Zuletzt war er dort stellvertretender Leiter der Abteilung für Energie und Klimaschutz. Ende 2016 ging Schwarzholz in den Ruhestand.